# Athée-sur-Cher
Athée-sur-Cher és un municipi francès, situat al departament de l'Indre i Loira i a la regió de Centre – Vall del Loira. L'any 2007 tenia 2.352 habitants.

## Demografia

### Població
El 2007 la població de fet d'Athée-sur-Cher era de 2.352 persones. Hi havia 853 famílies, de les quals 146 eren unipersonals (71 homes vivint sols i 75 dones vivint soles), 309 parelles sense fills, 373 parelles amb fills i 25 famílies monoparentals amb fills.
La població ha evolucionat segons el següent gràfic:
Habitants censats

### Habitatges
El 2007 hi havia 951 habitatges, 859 eren l'habitatge principal de la família, 59 eren segones residències i 33 estaven desocupats. 925 eren cases i 12 eren apartaments. Dels 859 habitatges principals, 753 estaven ocupats pels seus propietaris, 93 estaven llogats i ocupats pels llogaters i 13 estaven cedits a títol gratuït; 3 tenien una cambra, 40 en tenien dues, 99 en tenien tres, 240 en tenien quatre i 477 en tenien cinc o més. 695 habitatges disposaven pel capbaix d'una plaça de pàrquing. A 288 habitatges hi havia un automòbil i a 522 n'hi havia dos o més.

### Piràmide de població
La piràmide de població per edats i sexe el 2009 era:
| Homes | Edats   | Dones |
| ----- | ------- | ----- |
| 0     | 95 o +  | 4     |
| 4     | 90 a 94 | 12    |
| 0     | 85 a 89 | 52    |
| 8     | 80 a 84 | 16    |
| 44    | 75 a 79 | 36    |
| 28    | 70 a 74 | 32    |
| 44    | 65 a 69 | 40    |
| 68    | 60 a 64 | 40    |
| 40    | 55 a 59 | 52    |
| 76    | 50 a 54 | 72    |
| 72    | 45 a 49 | 88    |
| 92    | 40 a 44 | 60    |
| 76    | 35 a 39 | 96    |
| 60    | 30 a 34 | 60    |
| 52    | 25 a 29 | 40    |
| 52    | 20 a 24 | 68    |
| 88    | 15 a 19 | 68    |
| 80    | 10 a 14 | 88    |
| 64    | 5 a 9   | 40    |
| 52    | 0 a 4   | 24    |

## Economia
El 2007 la població en edat de treballar era de 1.478 persones, 1.143 eren actives i 335 eren inactives. De les 1.143 persones actives 1.077 estaven ocupades (584 homes i 493 dones) i 67 estaven aturades (26 homes i 41 dones). De les 335 persones inactives 126 estaven jubilades, 114 estaven estudiant i 95 estaven classificades com a «altres inactius».

### Ingressos
El 2009 a Athée-sur-Cher hi havia 895 unitats fiscals que integraven 2.476 persones, la mediana anual d'ingressos fiscals per persona era de 19.851 €.

### Activitats econòmiques
Dels 80 establiments que hi havia el 2007, 4 eren d'empreses alimentàries, 1 d'una empresa de fabricació de material elèctric, 6 d'empreses de fabricació d'altres productes industrials, 21 d'empreses de construcció, 12 d'empreses de comerç i reparació d'automòbils, 4 d'empreses de transport, 6 d'empreses d'hostatgeria i restauració, 2 d'empreses d'informació i comunicació, 2 d'empreses financeres, 3 d'empreses immobiliàries, 11 d'empreses de serveis, 4 d'entitats de l'administració pública i 4 d'empreses classificades com a «altres activitats de serveis».
Dels 25 establiments de servei als particulars que hi havia el 2009, 1 era una oficina de correu, 1 taller d'inspecció tècnica de vehicles, 4 guixaires pintors, 4 fusteries, 5 lampisteries, 3 electricistes, 1 empresa de construcció, 1 perruqueria, 2 restaurants, 1 agència immobiliària i 2 salons de bellesa.
Dels 4 establiments comercials que hi havia el 2009, 1 era una gran superfície de material de bricolatge, 1 una botiga de menys de 120 m², 1 una fleca i 1 una botiga de material de revestiment de parets i terra.
L'any 2000 a Athée-sur-Cher hi havia 48 explotacions agrícoles que ocupaven un total de 2.712 hectàrees.

## Equipaments sanitaris i escolars
L'únic equipament sanitari que hi havia el 2009 era una farmàcia.
El 2009 hi havia 1 escola maternal i 2 escoles elementals.

## Poblacions més properes
El següent diagrama mostra les poblacions més properes.